# Въведение в общата теория на относителността
 Тази статия е за популярното обяснение.  За научната статия вижте Обща теория на относителността.  
Общата теория на относителността (ОТО) е теория за гравитацията, разработена от Алберт Айнщайн между 1907 и 1915 г. Според ОТО наблюдаваният гравитационен ефект между масите е резултат от изкривяването на пространство-времето.
До началото на 20-ти век законът на Нютон за всеобщото привличане е приет повече от двеста години като единствено валидно описание на действието на гравитацията. В модела на Нютон тя е резултат от привличаща сила между масивни обекти. Въпреки че дори Нютон е бил обезпокоен от неизвестната природа на тази сила, теорията е изключително успешна при описването на движението на падащите тела.
Експериментите и наблюденията показват, че описанието на гравитацията на Айнщайн отчита няколко ефекта, които са необясними от закона на Нютон, като например малки аномалии в орбитите на Меркурий и други планети. ОТО също предвижда нови ефекти на гравитацията, като гравитационни вълни, гравитационни лещи и ефект на гравитацията върху времето, известно като гравитационно забавяне на времето. Много от тези предположения са потвърдени чрез експеримент или наблюдение. Едва през 2015 г. е потвърдено наличието на гравитационни вълни.
ОТО се е превърнала в основен инструмент в съвременната астрофизика. Тя осигурява основата за сегашното разбиране за черните дупки – области от пространството, където гравитационният ефект е толкова силен, че дори светлината не може да излезе от тях. Смята се, че силната им гравитация е отговорна за интензивното излъчване от определени видове астрономически обекти (като активни галактически ядра или микроквазари). Общата теория на относителността също е част от стандартния космологичен модел на Големия взрив.
Въпреки че ОТО не е единствената релативистична теория на гравитацията, тя е най-простата, която е в съответствие с експерименталните данни. Въпреки това остават редица отворени въпроси, най-фундаменталният от които е как тя може да бъде съгласувана със законите на квантовата физика, за да се получи цялостна и последователна теория за квантовата гравитация.

## От специална към обща теория на относителността
През септември 1905 г. Алберт Айнщайн публикува своята Специална теория на относителността (СТО), която обединява законите за движението на Нютон и електродинамиката (взаимодействието между обекти с електричен заряд). СТО променя законите на цялата физика, като предлага нови представи за пространството и времето.
Някои физици, включително Айнщайн, търсят теория, която да съгласува закона за гравитацията на Нютон и СТО. Само теорията на Айнщайн се оказва в съответствие с експериментите и наблюденията. За да се разберат основните идеи на теорията, е добре да се проследят идеите на Айнщайн между 1907 и 1915 г., от неговия прост мисловен експеримент, включващ наблюдател при свободно падане, до неговата напълно геометрична теория на гравитацията. Това е проследено например в , в  и в . Сбито описание на Нютоновата гравитация има в . Не е възможно да се определи дали проблемът с Нютоновата гравитация е занимавал Айнщайн преди 1907, но по собствените му думи сериозните му опити да я съчетае със СТО датират именно от тази година, вж. .
Човек в свободно падащ асансьор изпитва безтегловност. Обектите или плават неподвижно, или се носят с постоянна скорост. Тъй като всичко в асансьора пада заедно, не може да се наблюдава гравитационен ефект. По този начин преживяванията на наблюдател при свободно падане са неразличими от тези на наблюдател в открития космос, далеч от всеки значителен източник на гравитация. Такива наблюдатели са привилегированите („инерционни“) наблюдатели, описани от Айнщайн в неговата теория за специалната относителност: наблюдатели, за които светлината се движи по права линия с постоянна скорост. Това е подробно описано в глава 2 от .
Айнщайн предполага, че подобни преживявания на наблюдатели в безтегловност и инерционните наблюдатели в СТО представляват основно свойство на гравитацията. Той прави това основата на своята ОТО, дефинирана в принцип за еквивалентност. Грубо казано, принципът гласи, че човек в свободно падащ асансьор не може да разбере това. Всеки експеримент в такава свободно падаща среда има същите резултати, каквито би имал за наблюдател в покой или равномерно движещ се в открития космос, далеч от всички източници на гравитация. Макар принципът за еквивалентност продължава да е част от ОТО, в днешно време неговата версия малко се различава от концепцията на Айнщайн. .